# Alans Amirovs
Alans Amirovs (5 de marzo de 1996) es un deportista letón que compite en lucha libre. Ganó una medalla de bronce en el Campeonato Europeo de Lucha de 2021, en la categoría de 79 kg.

## Palmarés internacional
| Campeonato Europeo | Campeonato Europeo | Campeonato Europeo | Campeonato Europeo |
| Año                | Lugar              | Medalla            | Categoría          |
| ------------------ | ------------------ | ------------------ | ------------------ |
| 2021               | Varsovia (Polonia) | Medalla de bronce  | 79 kg              |